# Cossé-le-Vivien
Cossé-le-Vivien is een gemeente in het Franse departement Mayenne (regio Pays de la Loire). De plaats maakt deel uit van het arrondissement Château-Gontier. Cossé-le-Vivien telde op 1 januari 2022 3.208 inwoners.

## Geografie
De oppervlakte van Cossé-le-Vivien bedroeg op 1 januari 2022 44,41 vierkante kilometer; de bevolkingsdichtheid was toen 72,2 inwoners per km².

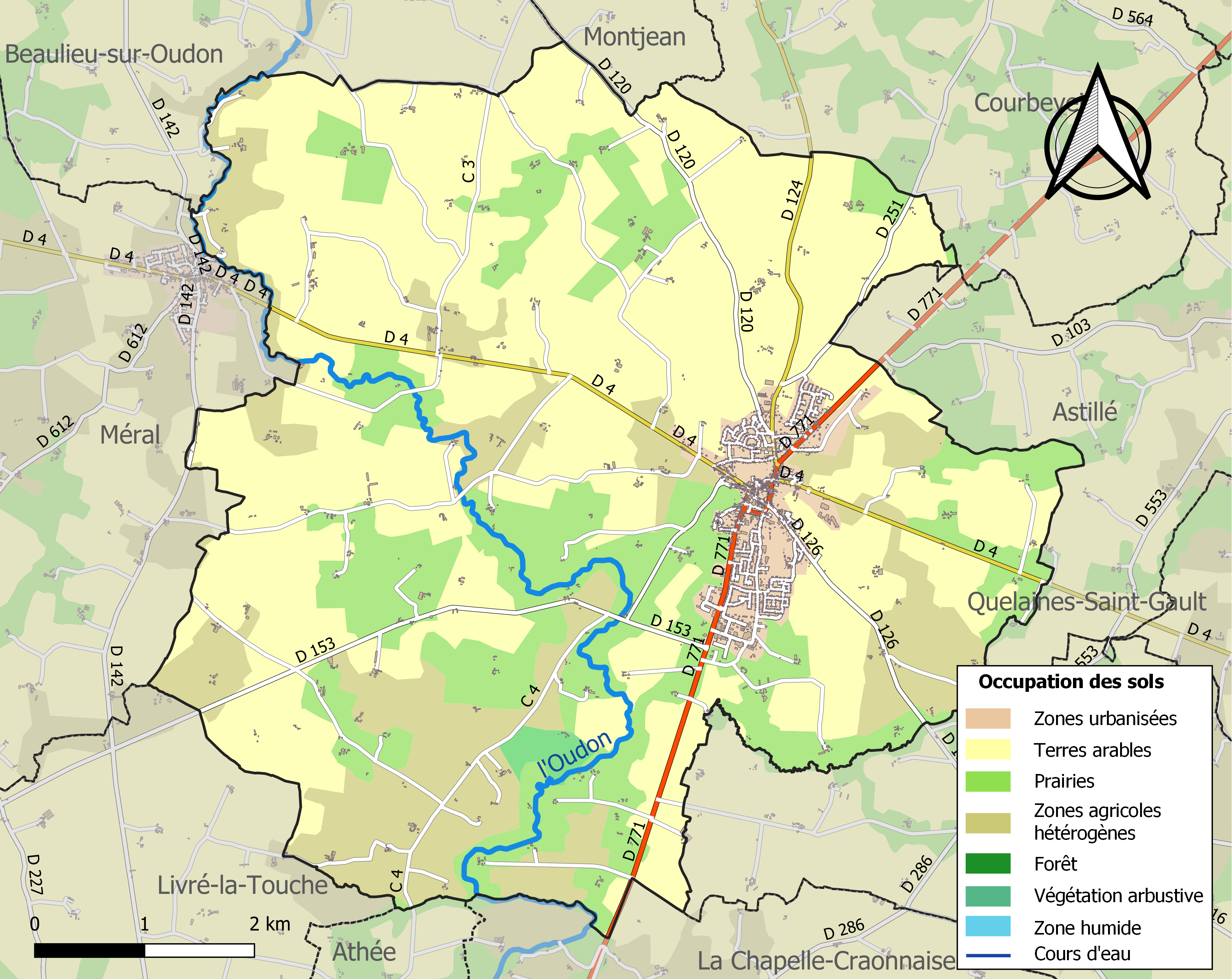
Kaart van de gemeente met de belangrijkste infrastructuur, bodemgebruik en omliggende gemeenten

## Demografie
Onderstaande figuur toont het verloop van het inwonertal (bron: INSEE-tellingen).

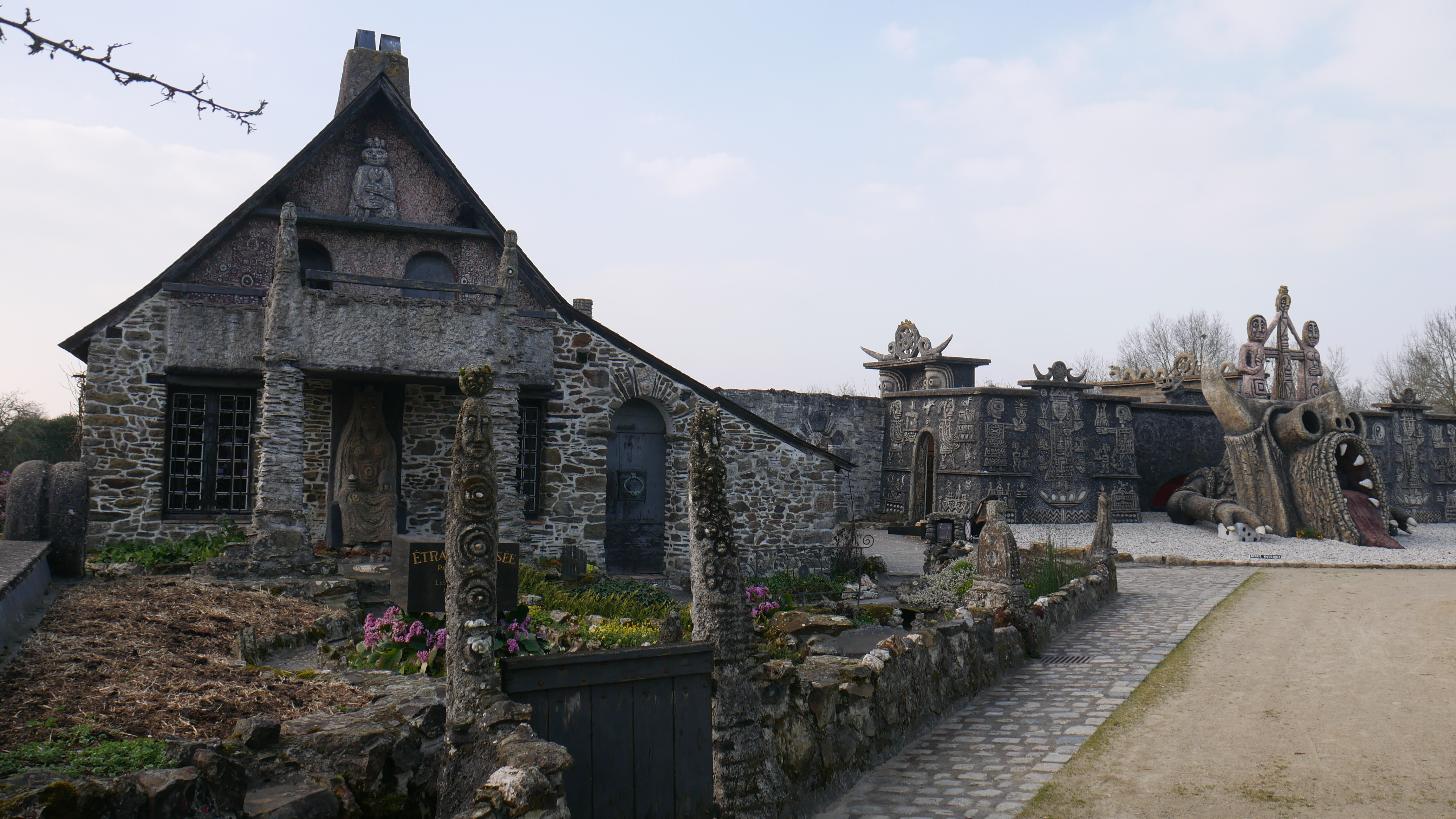
Robert Tatin Museum